# Cavnic
Cavnic (en húngaro: Kapnikbánya) es una ciudad de Rumania en el distrito de Maramureș.

## Geografía
Se encuentra a una altitud de 867 m s. n. m. a 577 km de la capital, Bucarest.

## Demografía
Según estimación 2012 contaba con una población de 5406 habitantes.
| 1948 | 1956 | 1966 | 1977 | 1992 | 2002 | 2012 |
| s/d  | s/d  | s/d  | 6033 | 5778 | 5205 | 5406 |